# Ziekte van Niemann-Pick type C
De ziekte van Niemann-Pick type C is een lysosomale stapelingsziekte die gerelateerd is aan mutaties in de genen NPC1 en NPC2. Niemann-Pick type C komt voor bij naar schatting 1 op de 120.000 mensen. In ongeveer 50% van de gevallen manifesteert de ziekte zich voor de leeftijd van 10 jaar, maar verschijnselen kunnen ook pas voor het eerst op de leeftijd van 50–60 jaar worden opgemerkt.

## Pathofysiologie
Niemann-Pick type C wijkt in biochemisch, genetisch en klinisch opzicht af van Niemann-Pick type A en B. Bij type A en B is er sprake van een volledig of gedeeltelijk tekort aan het enzym sfingomyelinase. Bij Niemann-Pick type C is het eiwitproduct (proteïne) van het belangrijkste gemuteerde gen NPC1 geen enzym, maar blijkt dit te functioneren als een transporter in het endosomale-lysosomale systeem dat grote, niet in water oplosbare moleculen door de cel transporteert. Het door het NPC2-gen gecodeerde eiwit komt qua structuur meer overeen met een enzym maar lijkt samen te werken met het NPC1-eiwit bij het intracellulaire transport van moleculen. Verstoring van dit transportsysteem resulteert in de ophoping van cholesterol en glycolipiden in de lysosomen. Cholesterol en glycolipiden spelen verschillende rollen in de cel. Cholesterol is een belangrijk bestanddeel van de cellulaire plasmamembranen, die de cel als geheel en de organellen omgeven. Het is ook de basale bouwsteen van steroïdhormonen, waaronder neurosteroïden. Bij Niemann-Pick type C hopen zich grote hoeveelheden vrij of niet-veresterd cholesterol op in de lysosomen, wat leidt tot een relatief tekort aan dit molecuul in meerdere membranen en voor de steroïdsynthese. De ophoping van glycosfingolipiden in het zenuwstelsel is in verband gebracht met structurele veranderingen, namelijk ectopische dendritogenese en de vorming van meganeurieten, en behandeling heeft zich hierop gericht.
In een aantal theorieën is geprobeerd om de stapeling van cholesterol en glycolipiden in de lysosomen te koppelen aan het defecte NPC1-eiwit.Volgens Neufeld et al. zou de ophoping van mannose-6-fosfaatreceptoren (MPR's) in het late endosoom duiden op falen van het retrograde transport van cholesterol via het trans-golgi-netwerk.
- Een andere theorie luidt dat de blokkering van de retrograde cholesterolafbraak in het late endosoom het gevolg is van een verminderde membraanelasticiteit, waardoor de blaasjes die cholesterol naar het trans-golgi-netwerk terugvoeren zich niet kunnen uitstulpen en afsnoeren.
- Iouannou, et al. hebben overeenkomsten beschreven tussen het NPC1-eiwit en leden van de ‘resistance-nodulation-division’-familie (RND-familie) van prokaryotische permeasen, wat duidt op een pompfunctie voor NPC1.[3]
- Uit ander onderzoek blijkt dat NPC1 een belangrijke rol zou kunnen spelen bij de regulering van de calciumhuishouding.[4]

## Genetica en classificatie
Ongeveer 95% van de gevallen van Niemann-Pick type C wordt veroorzaakt door genetische mutaties in het NPC1-gen, aangeduid als type C1; 5% wordt veroorzaakt door mutaties in het NPC2 -gen, aangeduid als type C2. De klinische manifestaties van Niemann-Pick type C1 en C2 zijn vergelijkbaar, omdat de respectieve genen beide betrokken zijn bij de afgifte van lipiden, met name cholesterol, uit late endosomen of lysosomen. Het NPC1-gen is gelokaliseerd op chromosoom 18 (18q11-q12) en is in juli 1997 beschreven door onderzoekers van de National Institutes of Health.
- Het NPC1-gen codeert voor een eiwit gelokaliseerd in membranen binnen de cel en dat betrokken is bij het intracellulaire transport van cholesterol en lipiden.[7] Een tekort aan dit eiwit leidt tot de abnormale ophoping van lipiden en cholesterol binnen celmembranen.
- Het NPC2-gen codeert voor een eiwit dat cholesterol bindt en transporteert.[7][8] NPC2 en NPC1 beïnvloeden elkaar sterk.[9][10]

## 'Type D'-variant
Niemann-Pick type D komt uitsluitend voor in de Frans-Canadese populatie van Yarmouth County, Nova Scotia, en bekend is dat dit type allelisch is met Niemann-Pick type C. Het wordt daarom niet meer als aparte aandoening gezien.
Genealogisch onderzoek wijst uit dat Joseph Muise (c. 1679–1729) en Marie Amirault (1684–c. 1735) de gezamenlijke voorouders zijn van alle mensen met type D. De type D-variant stamt hoogstwaarschijnlijk af van dit paar.

## Symptomen
Niemann-Pick type C wordt gekenmerkt door een breed klinisch spectrum. Bij personen met de ziekte kunnen de milt (splenomegalie) of de lever (hepatomegalie) vergroot zijn, of de milt én de lever (hepatosplenomegalie), maar in gevallen waarbij de eerste symptomen pas laat optreden, kan deze bevinding afwezig zijn. Bij de geboorte kan sprake zijn van aanhoudende geelzucht of een verhoogde bilirubinewaarde. In sommige gevallen treedt vergroting van de milt en/of lever echter pas na maanden of jaren op – of in het geheel niet. Na verloop van tijd wordt de vergroting van de milt en/of de lever vaak minder duidelijk, in tegenstelling tot bij de progressie van andere lysosomale stapelingsziekten als de ziekte van Niemann-Pick type A en B of de ziekte van Gaucher. Orgaanvergroting veroorzaakt doorgaans geen ernstige complicaties.
Progressieve neurologische ziekte is hét kenmerk van de ziekte van Niemann-Pick type C en is verantwoordelijk voor invaliditeit en vroegtijdig overlijden in alle gevallen die zich na de vroege kinderleeftijd voordoen. Meestal manifesteert zich bij kinderen met NPC in eerste instantie een achterstand voor wat betreft het bereiken van de normale ontwikkelingsmijlpalen (vaardigheden) voordat cognitieve achteruitgang (dementie) duidelijk wordt.
Neurologische klachten en verschijnselen zijn onder meer cerebellaire ataxie (onvast lopen met ongecoördineerde bewegingen van de ledematen, ook wel dronkemansgang genoemd), dysartrie (onduidelijk spreken), dysfagie (moeite met slikken), tremor, epilepsie (zowel partieel als gegeneraliseerd), supranucleaire verticale blikparese (opwaartse blikparese, neerwaartse blikparese, saccadische parese of paralyse), slaapinversie, gelastische kataplexie (plotseling verlies van spiertonus of valaanvallen), dystonie (abnormale bewegingen of houdingen veroorzaakt door contractie van agonistische en antagonistische spieren over gewrichten), wat meestal begint met het naar binnen draaien van één voet tijdens het lopen (actiedystonie) en zich over het gehele lichaam kan uitbreiden, spasticiteit (snelheid afhankelijk van de toename van de spiertonus), hypotonie, ptosis (hangend bovenste ooglid), microcefalie (abnormaal klein hoofd), psychose, progressieve dementie, progressief gehoorverlies, bipolaire stoornis, ernstige en psychotische depressie met mogelijk onder meer hallucinaties, wanen, mutisme of stupor.
In de terminale fasen van de ziekte van Niemann-Pick type C is de patiënt bedlegerig, met volledige oftalmoplegie, verlies van willekeurige oogbewegingen en met ernstige dementie.

## Diagnose
Niemann-Pick type C wordt gediagnosticeerd door bepalingen in gekweekte fibroblasten op cholesterolverestering en door kleuring op niet-veresterde cholesterol met filipine. De fibroblasten worden gekweekt uit een klein huidbiopt afgenomen bij een patiënt bij wie NPC wordt vermoed. De diagnose kan in 80–90% van de gevallen worden bevestigd door mutaties in het NPC1- of NPC2-gen vast te stellen. Dit gespecialiseerde onderzoek wordt in Nederland onder andere uitgevoerd in het Academisch Medisch Centrum (AMC) in Amsterdam.

## Behandeling
In Europa is miglustat het enige geregistreerde geneesmiddel voor de behandeling van NPC. Miglustat is een glucosylceramidesynthaseremmer, die in de cellen de synthese van glycosfingolipiden remt. Er is aangetoond dat dit middel het optreden van de eerste manifestaties van NPC bij muizen vertraagt, en gepubliceerde gegevens uit een multicentrische klinische studie met miglustat in de Verenigde Staten en Engeland en uit casussen duiden erop dat dit middel het beloop van NPC bij de mens kan verbeteren.
Miglustat is geïndiceerd voor de behandeling van progressieve neurologische manifestaties bij volwassenen en kinderen met de ziekte van Niemann-Pick type C.
Daarnaast is ondersteunende zorg essentieel en verbetert de kwaliteit van leven van mensen met NPC aanzienlijk. Het behandelende team kan specialisten op de volgende terreinen omvatten: neurologie, pulmonologie, gastro-enterologie, orthopedie, voeding, fysiotherapie en ergotherapie. Bij NPC-patiënten kunnen de symptomen worden behandeld met standaardmedicatie. Aangezien bij patiënten slikproblemen ontstaan, moet de voeding mogelijk vloeibaar worden gemaakt of verdikt en uiteindelijk moeten ouders de plaatsing van een maagsonde (g-tube, voedingssonde) overwegen.
Bij de National Institutes of Health is een observationeel onderzoek gaande om het natuurlijke beloop van NPC beter in kaart te brengen en om markers voor ziekteprogressie proberen te identificeren.

### Behandelingen in de onderzoeksfase
In april 2009 is hydroxypropyl-bèta-cyclodextrine (HPBCD) door de Amerikaanse Food and Drug Administration (FDA) goedgekeurd voor ‘compassionate use’ om Addison en Cassidy Hempel te behandelen, een identieke meisjestweeling met de ziekte van Niemann-Pick type C. Medi-ports, vergelijkbaar met de toegangssystemen die worden gebruikt om chemotherapie toe te dienen, werden operatief in de borstwand van de tweeling geplaatst zodat artsen HPBCD rechtstreeks in hun bloedcirculatie konden infunderen. Van behandeling met cyclodextrine is aangetoond dat deze het optreden van de eerste manifestaties van klinische ziekte vertraagt, de intraneuronale stapeling en secundaire markers van neurodegeneratie vermindert en in modellen met muizen en katten met de ziekte van Niemann-Pick type C de levensduur aanzienlijk verlengt. (Dit is de tweede keer in de Verenigde Staten dat cyclodextrine als monotherapie is goedgekeurd in een poging een fatale pediatrische ziekte te behandelen. Meer dan 20 jaar geleden werd HPBCD gebruikt bij een jongen met ernstige hypervitaminose A.)
Diverse andere behandelstrategieën worden onderzocht in celkweken en diermodellen van NPC. Deze zijn onder meer cholesterolmobilisatie, neurosteroïdvervanging (een speciaal type hormoon dat de hersenen en andere zenuwcellen beïnvloedt) met allopregnanolon, Rab-overexpressie om de transportblokkade te omzeilen (Pagano-laboratorium) en curcumine als een ontstekingsremmende en calciummodulerende stof. De pregnan-X-receptor is geïdentificeerd als een mogelijk doelwit.
Ook neurale stamcellen zijn in een diermodel onderzocht en bewijs van verlenging van de levensduur in het muismodel is duidelijk aangetoond.
Vaak wordt een cholesterolbeperkt dieet toegepast, maar er is geen bewijs voor de werkzaamheid hiervan.

## Prognose
De levensduur van patiënten met NPC hangt doorgaans af van de leeftijd waarop de eerste verschijnselen zich manifesteren. Kinderen met de eerste verschijnselen in de antenatale periode of op infantiele leeftijd overlijden doorgaans in de eerste paar levensmaanden of -jaren, terwijl de vormen waarbij de eerste manifestaties van Niemann-Pick type C zich voordoen op de adolescente en volwassen leeftijd vaak een sluipender begin en langzamere progressie vertonen, en personen met de ziekte kunnen dan wel 60 tot 70 jaar oud worden. Gevallen van NPC bij volwassenen worden steeds vaker herkend. Vermoed wordt dat veel patiënten met NPC niet worden gediagnosticeerd door onbekendheid met de ziekte en door het ontbreken van gemakkelijk beschikbare screeningstests of diagnostische onderzoeken. Om dezelfde redenen wordt de diagnose vaak pas na jaren gesteld.